# David Farragut
David Glasgow Farragut (také psán Glascoe; 5. července 1801, Knoxville – 14. srpna 1870, Portsmouth, Kittery, Maine) byl vlajkový důstojník v námořnictvu Spojených států během americké občanské války. Byl prvním kontradmirálem, viceadmirálem a admirálem v námořnictvu Spojených států. Často se připomíná jeho rozkaz v bitvě u Mobile Bay, obvykle parafrázovaný jako Damn the torpedoes, full speed ahead! (K čertu s minami, plnou parou vpřed! - námořním minám se tehdy anglicky říkalo torpedoes, torpéda).
Farragut, který se narodil poblíž Knoxville v Tennessee, byl po smrti své matky vychován námořním důstojníkem Davidem Porterem. Přes své mládí sloužil v britské-americké válce roku 1812 pod velením svého adoptivního otce. První velitelský post získal v roce 1824 a účastnil se protipirátských operací v Karibském moři. Sloužil ve mexicko-americké válce pod velením Matthewa C. Perryho a účastnil se blokády Tuxpanu. Po válce dohlížel na stavbu námořní loděnice na ostrově Mare, první základny amerického námořnictva v Tichém oceánu.
Přestože Farragut před občanskou válkou žil v Norfolku ve Virginii, byl jižním unionistou, který se aktivně stavěl proti odtržení Jihu a po vypuknutí občanské války zůstal věrný Unii. Navzdory jistým pochybnostem o jeho věrnosti byl Farragut pověřen velením útoku na důležité přístavní město Konfederace New Orleans. Po bojích u pevností Fort St. Philip a Fort Jackson, Farragut dobyl New Orleans v dubnu 1862. Po bitvě byl povýšen na kontradmirála a pomohl rozšířit nadvládu Unie podél řeky Mississippi a účastnil se obléhání Port Hudsonu. Pak vedl úspěšný útok na Mobile Bay, kde byl poslední významný konfederační přístav v Mexickém zálivu. Po skončení občanské války byl Farragut povýšen na admirála a v aktivní službě zůstal až do své smrti v roce 1870.